# Monzón
Monzón (katalanska: Montsó) är en stad och kommun i provinsen Huesca i den autonoma regionen Aragonien i nordöstra Spanien. Staden ligger vid floden Cinca, cirka 55,5 kilometer sydost om Huesca. Kommunen har 18 152 invånare (2024), på en yta av 155,02 km².